# Bund Schweizer Landschaftsarchitekten und Landschaftsarchitektinnen
Der Bund Schweizer Landschaftsarchitekten und Landschaftsarchitektinnen (BSLA) ist der Berufsverband der Landschaftsarchitekten und Landschaftsarchitektinnen in der Schweiz.

## Organisation
1925 in Zürich als Bund Schweizer Gartengestalter gegründet, 1994 fusioniert mit der Vereinigung Schweizer Landschaftsplaner und Landschaftsarchitekten slpa, zählt der BSLA heute über 600 Mitglieder. Er versteht sich als Sprachrohr für selbstständige, angestellte und beamtete Landschaftsarchitekten, welche in der Planung tätig sind. Aber auch die Landschaftsarchitekten in Lehre und Forschung sowie der berufliche Nachwuchs sind im BSLA vertreten. Der BSLA erfüllt eine wichtige Gemeinschaftsaufgabe für den Berufsstand und die Gesellschaft mit dem Ziel, die Qualität der gestalteten Umwelt in der Schweiz nachhaltig zu sichern.
Der BSLA versteht sich als Sprachrohr für selbstständige, angestellte und beamtete Landschaftsarchitekten, welche in der Planung tätig sind. Auch Landschaftsarchitekten in Lehre und Forschung sowie der berufliche Nachwuchs sind im BSLA vertreten.
Der BSLA ist Mitglied im Fachverein des Schweizerischen Ingenieur- und Architektenvereins (SIA), bauenschweiz, sowie der International Federation of Landscape Architects (IFLA).

## Leistungen
Der BSLA betreibt Öffentlichkeitsarbeit für die Profession und vertritt deren Interessen gegenüber Politik, Verwaltung und Wirtschaft. Neben Aus- und Fortbildung geht es auf Bundes-, Kantons- und Gemeindeebene um die Sicherung und Erweiterung der Aufgabenfelder von Landschaftsarchitekten.
Der BSLA bietet seinen Mitgliedern ein Netzwerk für den Erfahrungsaustausch und bildet die Plattform für das fachliche und berufspolitische Engagement.
Die Berufsbezeichnung Landschaftsarchitekt BSLA ist ein Qualitätslabel, das dem Auftraggeber die Gewissheit gibt, dass die Fachperson über die Kompetenz verfügt, einen Auftrag fachgerecht und selbständig auszuführen.
Das im Zweijahres-Rhythmus erscheinende „Handbuch Schweizer Landschaftsarchitektur“ und das Büroverzeichnis auf www.bsla.ch informieren potentielle Auftraggeber, Fachstellen und Behörden aktuell über das Dienstleistungsangebot der angeschlossenen Planungsbüros.
Als Gründungsmitglied der Schweizerischen Stiftung für Landschaftsarchitektur sowie durch Publikationen und Partnerschaften engagiert sich der BSLA für die Anerkennung, Erhaltung und Weiterentwicklung von Gärten und Landschaften als wichtige Kulturgüter.